# Divadlo Quo vadis
Divadlo Quo vadis byl amatérský divadelní soubor, který založil Eduard Pergner 1960 a který hrál v Kladně v letech 1961–1963.

## Činnost
Quo vadis založil Eduard Pergner, výtvarník Dolu Gottwald II ve Vinařicích a Dolu Nosek v Tuchlovicích. Divadlo působilo při Závodním klubu ROH SONP Kladno a hrálo v jeho sídle v Dělnickém domě. Někteří členové souboru, složeného hlavně z dělníků a studentů, se později profesionalizovali a působili jako umělci a kulturní osobnosti. Eduard Pergner se uplatnil jako herec, scenárista, autor divadelních her, básník a textař. Dále zde začínali hudebník a skladatel Vít Fiala, fotograf a kameraman Zdeněk Pospíšil, kulturní činovník Českých Budějovic a jihočeského regionu a spisovatel Jaromír Schel, filmový režisér Jiří Svoboda, trumpetista Václav Týfa, pedagog, muzejník a kladenský kronikář Jaroslav Vykouk jun.

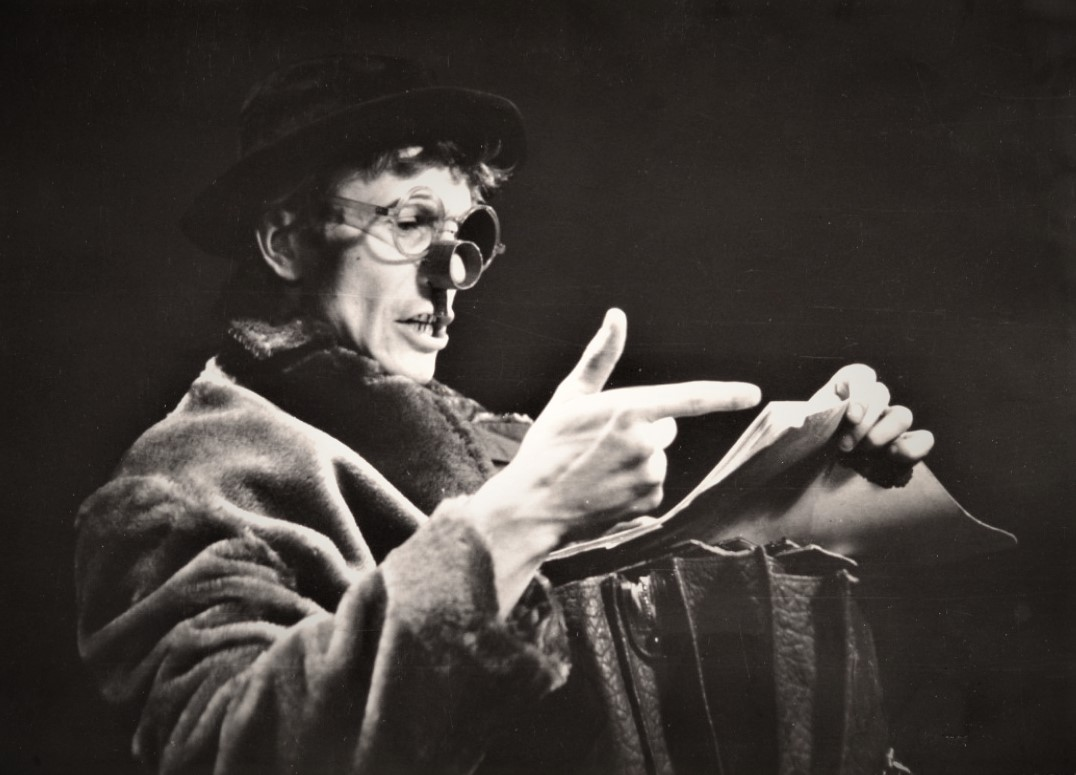
Eduard Pergner ve hře Knihovnice Červená

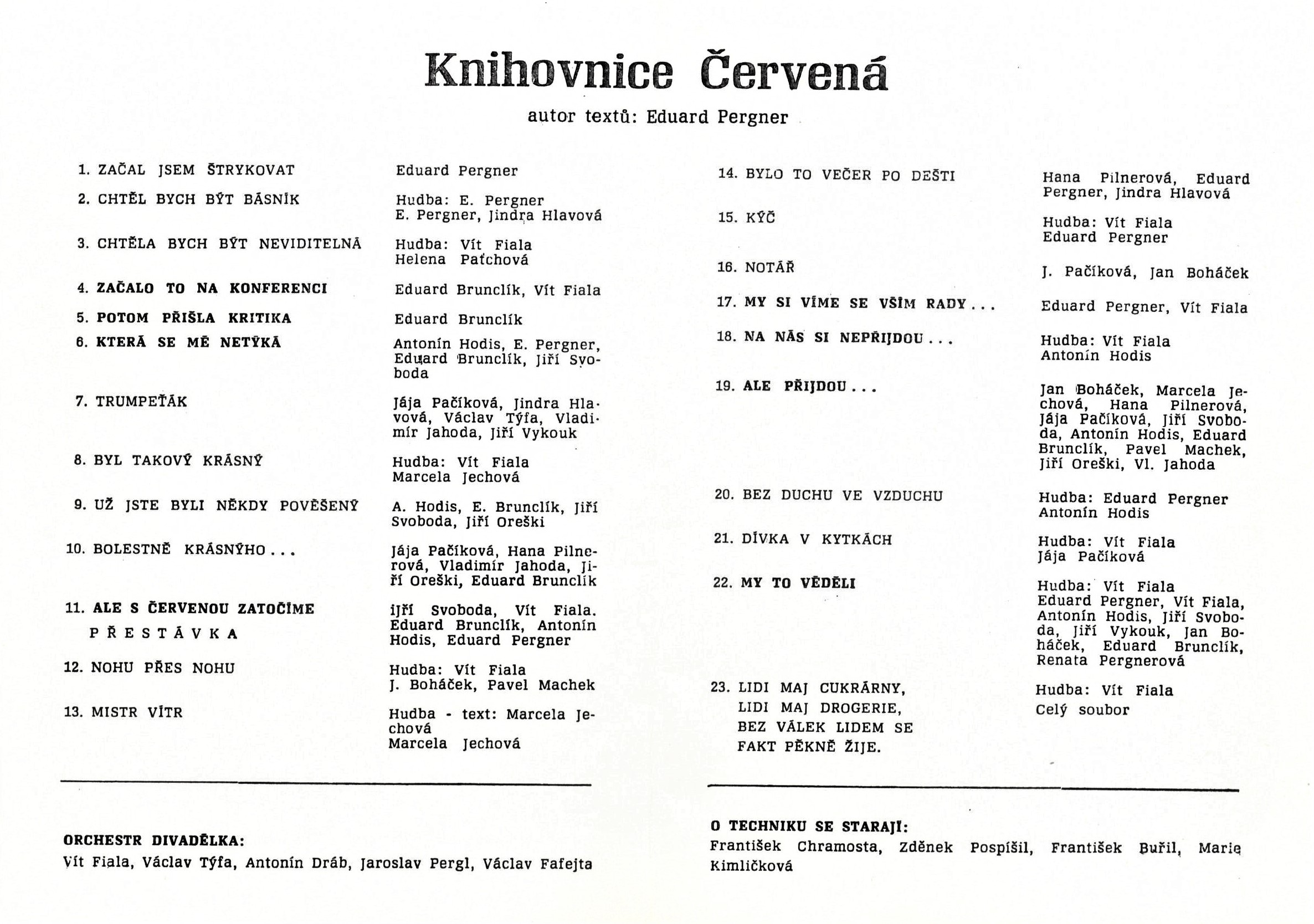
Program hry Knihovnice Červená

Quo vadis bylo amatérské autorské divadlo malých forem. Vyznačovalo se na svou dobu moderní scénografií. Jednoduchou scénu dotvářely Pergnerovy malby promítané na plochy a praktikábly a další fotografické a filmové projekce. Pergner také přímo před diváky na jevišti kreslil a modeloval. První produkce Knihovnice Červená (1961) se divadelním tvarem volně hlásila k typu her Osvobozeného divadla. Osu tvořila komedie založená na záměně „červené knihovny“ s příjmením knihovnice Červené, kterou způsobila předpostrašenost místních činovníků před očekávanou inspekcí. Činoherní scény se střídaly s kabaretními výstupy, hudebními a zpěvními čísly, pantomimou a výrazovým tancem. „Vezmeme-li v úvahu, že je to první představení nového souboru, je nutno ocenit to, že si dali velký cíl. Nejen v obsahu, ale i v provedení. Náročné režijní aranžmá, náročné vyjadřovací prostředky. Mladí začátečníci neobstáli ve všem bez nedostatků, ale jejich veliký elán a i to, jakou si dali práci s úpravou programu po premiéře, jsou příslibem, že budou houževnatě vylepšovat své výkony.“ Představení se vedle pozitivních ohlasů setkalo i s odsouzením: „Karikatura je možná, ale nesmí urážet lidskou důstojnost. Z vesnických funkcionářů se dělají zabedněnci a kývalové bez vlastní vůle. – I když, znovu podotýkáme, šlo o satirickou nadsázku, není naprosto zapotřebí, aby tajemník MNV byl oblečen jako klaun s červeným nosem a pruhovanými pantalóny. O celém představení možno říci, že většinou oplývalo nevěrohodnými situacemi, přitaženými za vlasy. O kladech, které přece v naší společnosti jsou, nebylo během celého představení ani slova [...].“

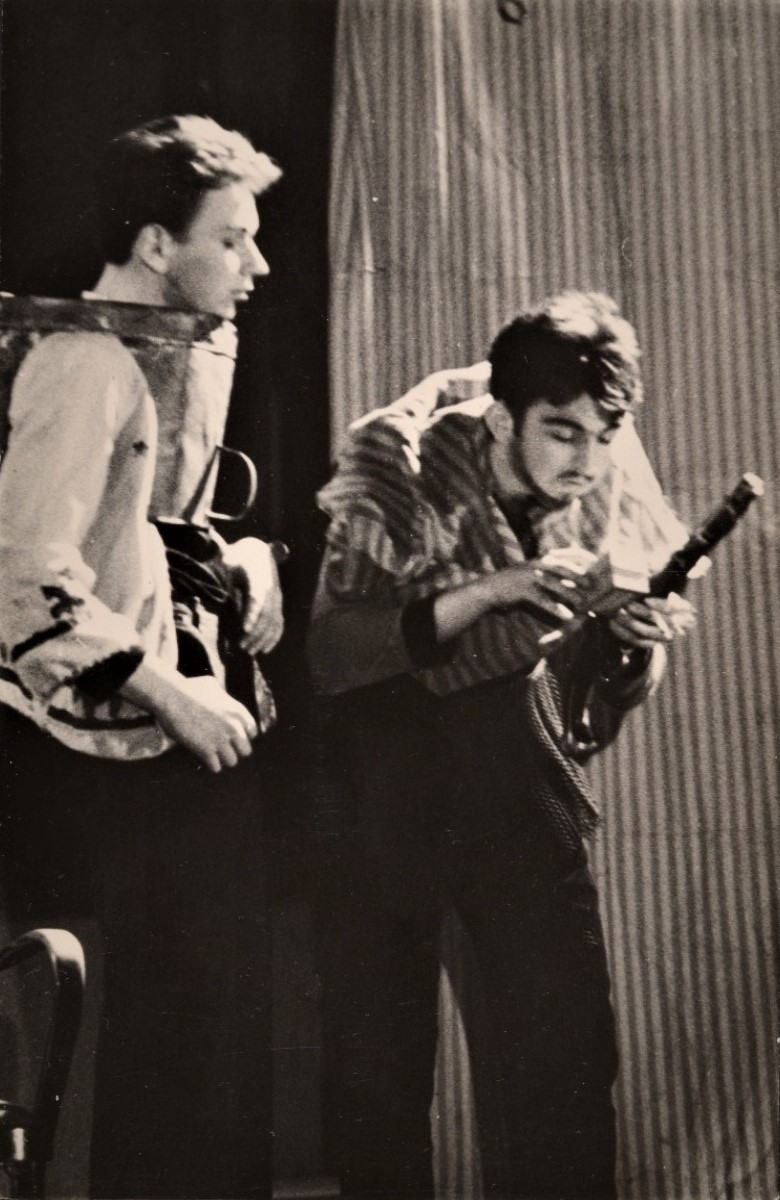
Královi rádci ve hře Konrád z Adolfova

Jméno zlého nápadníka princezny Grenadiny v titulu satirické veršované pohádky pro dospělé Konrád z Adolfova (1961) mělo zřejmě prvoplánovou narážkou na západoněmecké „revanšisty“ předejít možným kritickým výhradám Hlavní správy tiskového dohledu proti zaměření divadla, které se objevily už po první inscenaci. Představení mělo velký úspěch u diváků i u kritiky, dočkalo se několika repríz a hrálo se i v některých dalších českých městech.

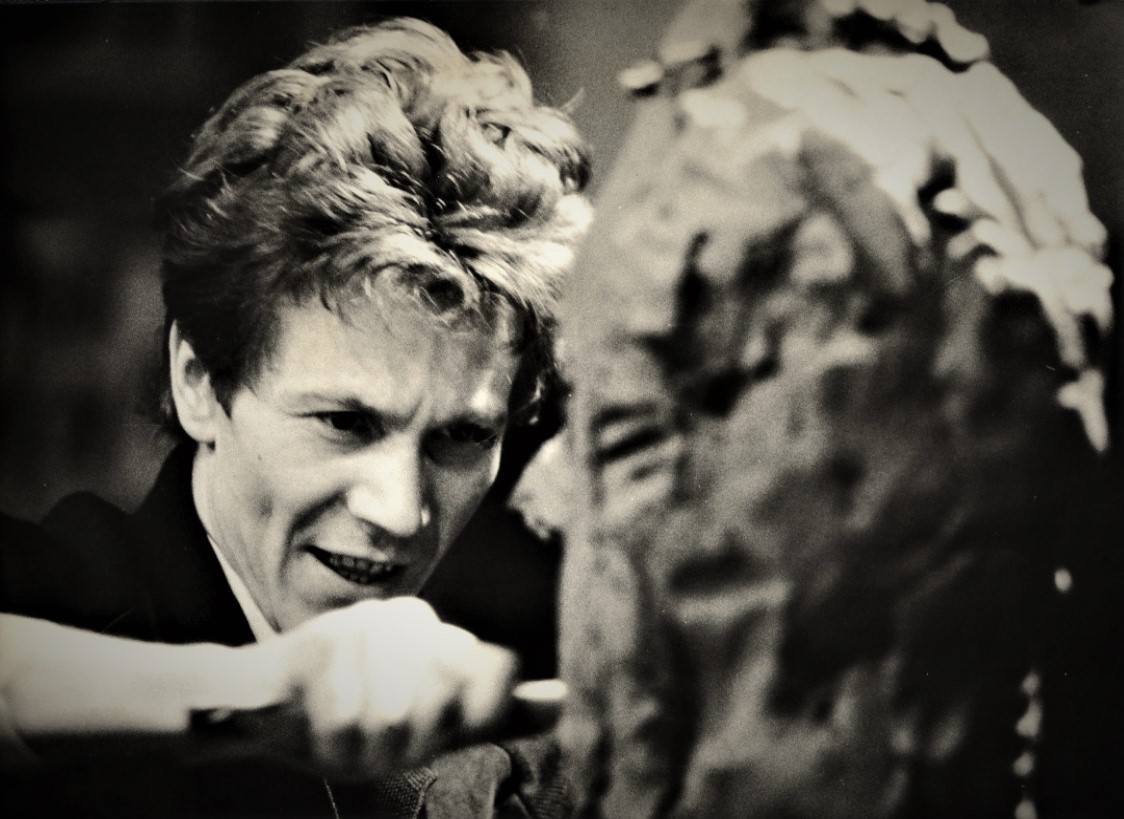
Eduard Pergner ve hře Přijme se bílá paní

Protože vedení ZK ROH SONP neposkytovalo provozu na jevišti Dělnického domu ani základní technické podmínky, kladlo činnosti divadla všemožné překážky a chtělo divadelní soubor využívat k jiným účelům, převedl Pergner s nejbližšími spolupracovníky divadlo Quo vadis pod odborovou organizaci kladenské nemocnice jako „Soubor Rudého koutku OÚNZ Kladno“ a hrál ve Středočeském loutkovém divadle. Představení Eduarda Pergnera a Víta Fialy Přijme se bílá paní (1963) bylo příznivě přijato obecenstvem i kritikou: „Kladno se po úspěšné premiéře kabaretu Hledá se bílá paní řadí k městům, která mají své divadélko malých forem. Nezbývá než si to uvědomit a pomáhat mu.“ Na místo toho byla inscenace po premiéře v Kladně zakázána. Úspěch na přehlídce malých forem v Ústí nad Labem (pod názvem Tumáš, Františku) otevřel Pergnerovi cestu na profesionální dráhu. Pořad Přijme se bílá paní se dostal na repertoár nedávno otevřené pražské poetické vinárny Viola. Kritika o něm napsala: „Je to o nás a naší době, jak ji vidí generace, která vyrostla po válce. Akordem je verš: » Jsme odhodláni všechno platit a trápíme se pro dluhy. « Je to nekompromisní, má to otevřené oči, touhu po pravdě a potřebu pravdy, radost z lidské existence […]“. Divadlo Quo vadis ukončilo v Kladně svou činnost 1963, ale reprízy představení Přijme se bílá paní s Eduardem Pergnerem pokračovaly 1964–65 v Miniaturním kabaretu kavárny Luxor v Praze. Člen kladenského souboru Jaroslav Vykouk během své základní vojenské služby nastudoval a opakovaně hrál za spoluúčasti členek místních ochotnických souborů v útvaru Vnitřní stráže ve Vsetíně 1963 Konráda z Adolfova a v útvaru Pohraniční stráže ve Znojmě 1964 Knihovnici Červenou, která uspěla v celostátním kole Armádní soutěže umělecké tvořivosti.

## Inscenace
- Eduard Pergner: Knihovnice Červená. Hudba Vit Fiala. Premiéra 30. září 1961, Kladno, Kulturní a společenské středisko ZK SONP – Dělnický dům.
- Eduard Pergner: Konrád z Adolfova. Hudba Vít Fiala. Premiéra 28. prosince 1961, Kladno, Kulturní a společenské středisko ZK SONP – Dělnický dům.
- Eduard Pergner: Přijme se bílá paní. Hudba Vít Fiala. Premiéra 16. března 1963, Kladno, Středočeské loutkové divadlo.[10]

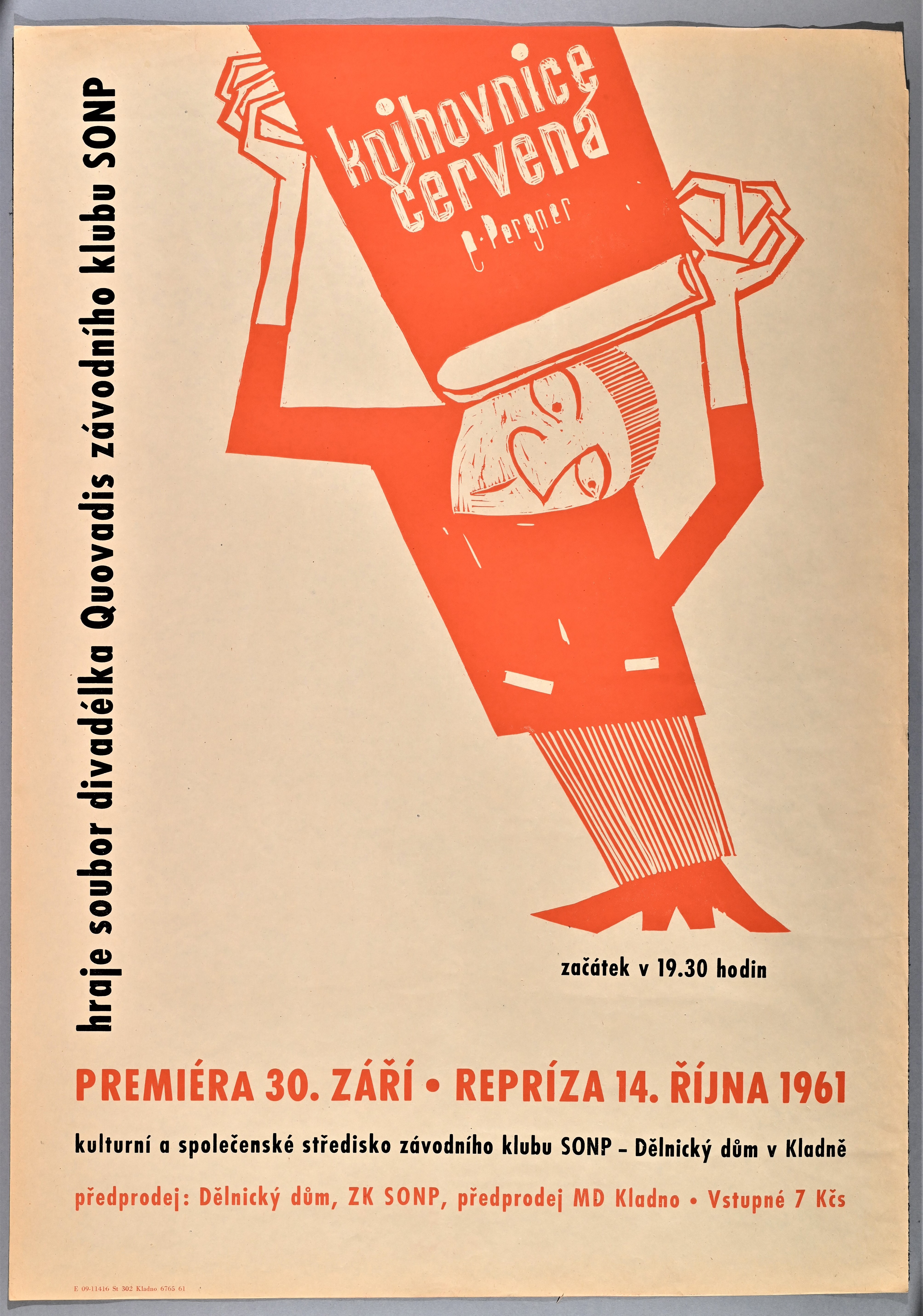
Plakát ke hře Knihovnice Červená
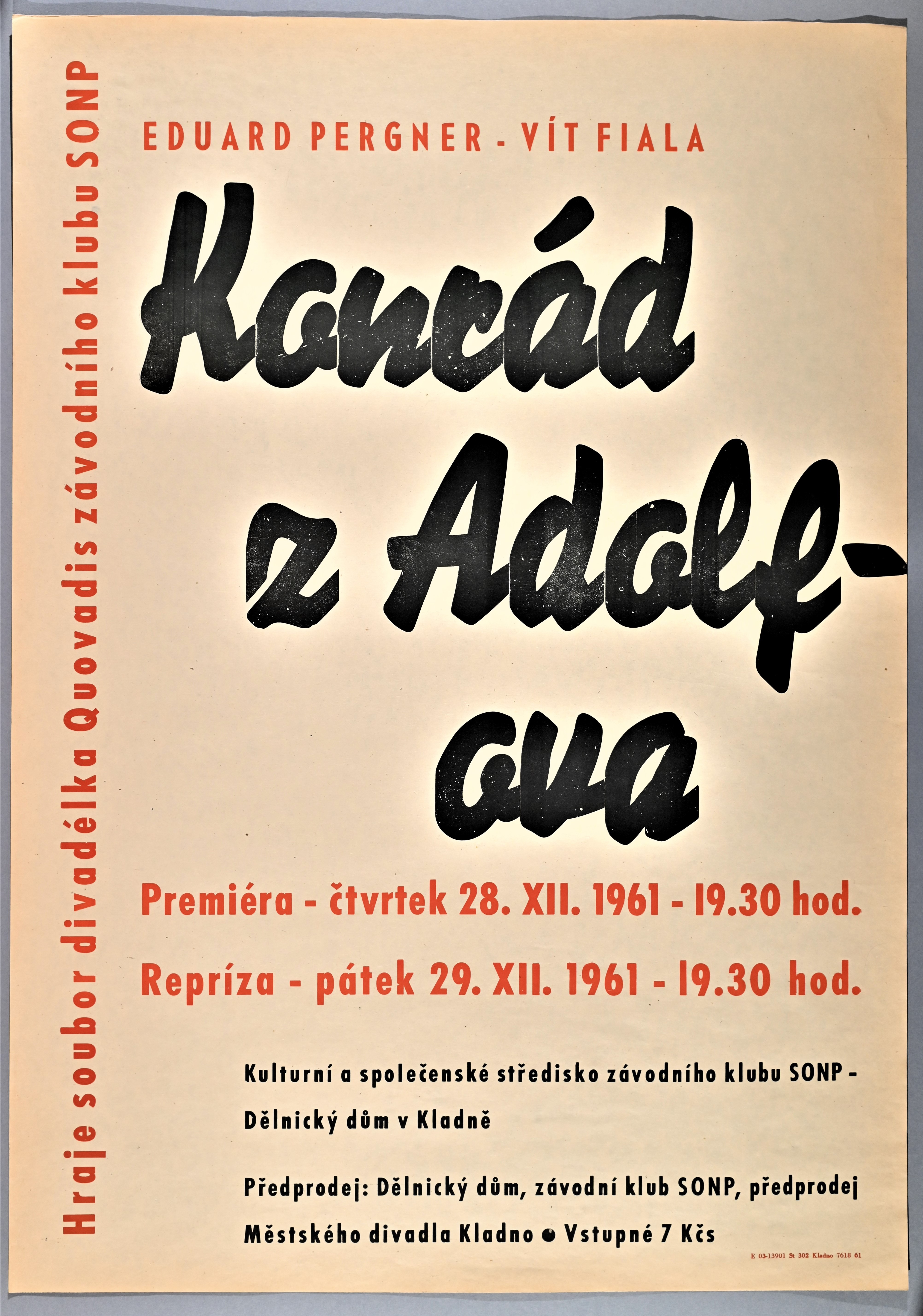
Plakát ke hře Konrád z Adolfova
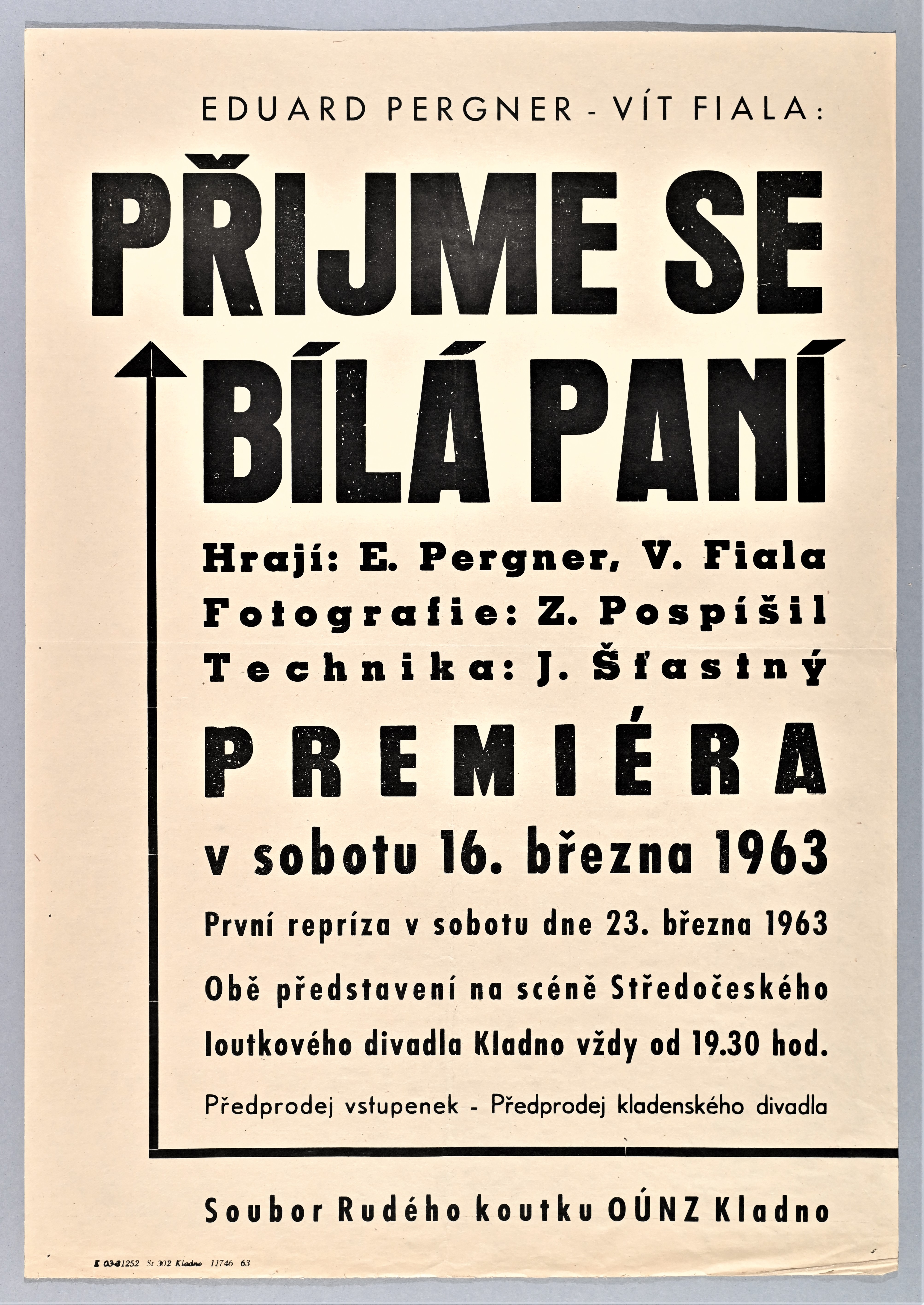
Plakát ke hře Přijme se bílá paní

## Odkazy

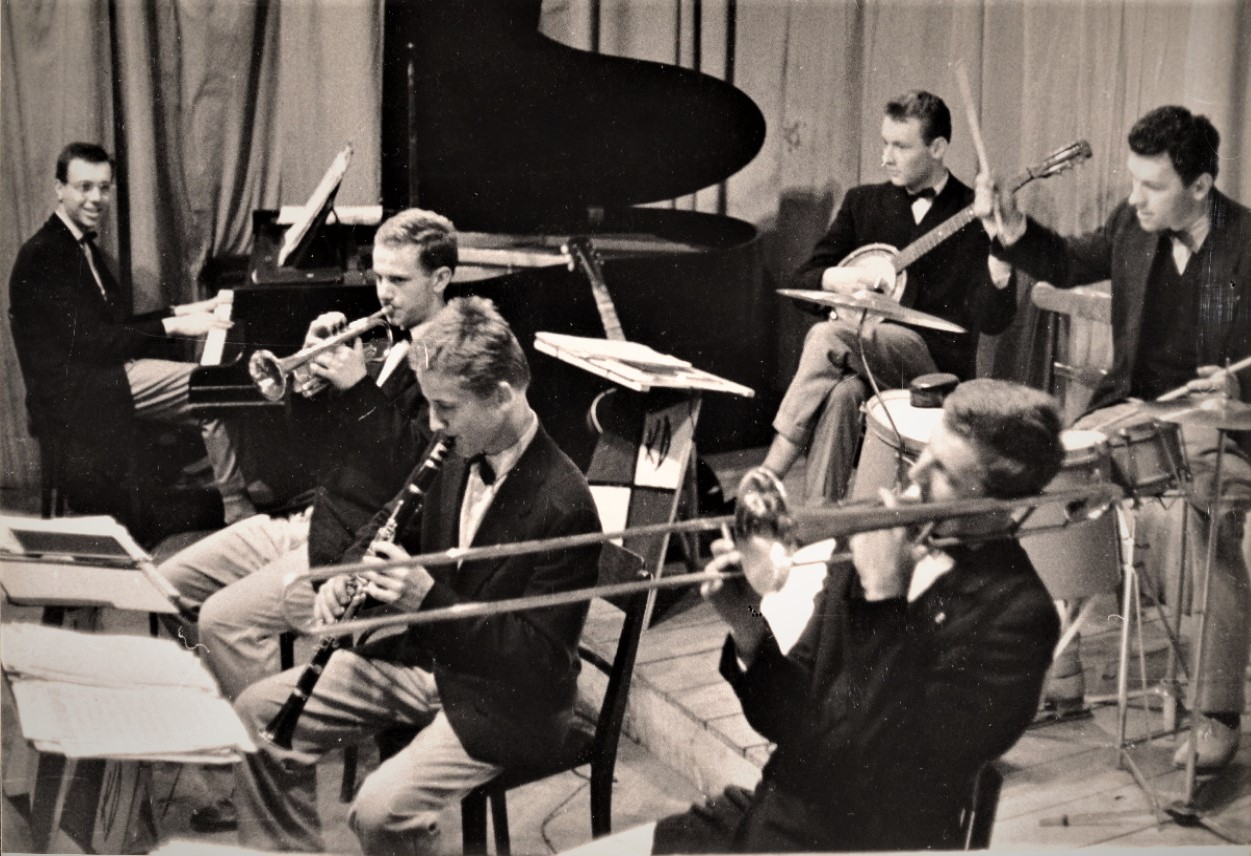
Vít Fiala (klarinet) a jeho dixieland